# 川内川 (青森県)
川内川（かわうちがわ）は、青森県の主にむつ市を流れ陸奥湾に注ぐ二級河川。川内川水系の本流である。

## 地理
下北半島の南西部、青森県むつ市と下北郡佐井村の境界付近に源を発し、多くの沢を「かわうち湖」に集めたのち、川内ダムを経て東へ流れる。湯野川を合せて南に転じ、むつ市川内町で陸奥湾に注ぐ。

## 自然
上流部にはブナ林があり中流域にはヤマメが生息し、河口ではホタテが生産されている。過去には中流の安部城鉱山からの鉱毒が問題になったこともある。

## 流域の自治体
青森県
下北郡佐井村、むつ市

## 河川施設
- 川内ダム（かわうち湖）

## 流域の観光地
- レイクサイドパーク
- 道の駅かわうち湖

## 並行する交通

### 道路
- 青森県道253号長後川内線
- 青森県道46号川内佐井線（愛称：かもしかライン）

## 主な橋梁
- 湖鐘大橋
- （川内ダム）
- あすなろ橋
- 獅子畑橋
- 銀杏橋
- 銀杏木橋
- 小倉平橋
- 中畑橋
- 川内橋 - 国道338号